# Cikarae Thoyibah
Cikarae Thoyibah is een bestuurslaag in het regentschap Sukabumi van de provincie West-Java, Indonesië. Cikarae Thoyibah telt 3385 inwoners (volkstelling 2010).